# Lecomtella madagascariensis
Lecomtella es un género monotípico de plantas herbáceas de la familia de las poáceas. Su única especie, Lecomtella madagascariensis A.Camus, es originaria de Madagascar.

## Descripción
Es una planta herbácea perenne como el bambú perenne con culmos de unos 50-200 cm de alto; ramificada anteriormente. Las hojas superiores del tallo completamente desarrolladas. Entrenudos de los culmos huecos. Plantas desarmadas. Hojas no agregadas basales; no auriculadas;sin setas auriculares. La lámina de las hojas lanceoladas (acuminadas) de 10-20 mm de ancho (12-22 cm de longitud); sin venación. La lígula es una franja de pelos. Contra-lígula presente (como una franja de los pelos). Plantas bisexuales, con espiguillas bisexuales ; sin flósculos, hermafroditas (el florete superior de la única espiguilla femenina hermafrodita) . Las espiguillas de formas sexualmente distintos en la misma planta ; hermafroditas y sólo masculinas. Las espiguillas fértiles masculinas y femeninas separadas, en diferentes partes de la misma rama de la inflorescencia (las ramas cortas con las espiguillas del varón solamente más adelante, la hermafrodita arriba). Inflorescencia paniculada; más o menos irregular.

## Taxonomía
Lecomtella madagascariensis fue descrita por Aimée Antoinette Camus y publicado en Comptes Rendus Hebdomadaires des Séances de l'Académie des Sciences 181: 567. 1925.